# Верес Андрій Миколайович
Андрій Миколайович Верес (27 грудня 1955, м. Біла Церква, Київська обл. — 1 жовтня 2023, Київ) — український хоровий диригент, музично-громадський діяч. Заслужений діяч мистецтв України (1998). Народний артист України (2009).

## Біографічні відомості
Народився в Білій Церкві на Київщині.
1975 — закінчив Уманське музичне училище ім. П. Демуцького.
1981 — закінчив Київський інститут культури (кафедра народного хору, клас С. Павлюченка). Перебував у фольклорних експедиціях у різних областях України.
Після закінчення інституту в 1981 р. направлений на роботу в українське гастрольно-концертне об'єднання «Укрконцерт», де брав участь у створенні фольклорно-етнографічного ансамблю «Калина» на посаді хормейстера ансамблю. Після завершення стадії формування вокальної групи був переведений на роботу у відділ естради «Укрконцерту». Займав посади головного хормейстера, диригента, режисера, начальника концертного відділу, завідуючого музичною частиною «Укрконцерту» та «Київконцерту».
1986 — закінчив Одеську консерваторію (кафедра академічного хору, клас В. Горчакової).
Від 1989 — художній керівник чоловічого гурту «Козацькі забави», який входив до складу Українського фольклорно-етнографічного ансамблю «Калина», водночас 2003–18 — заступник директора з творчих питань УФЕА «Калина».
Працював директором театру-студії «Спадщина», керівником ансамблю Київського міського центру мистецтв «Славутич», служив хормейстером ансамблю пісні і танцю Прикордонної служби.
Від 2018 — керівник Київського академічного театру українського фольклору «Берегиня».
Під його керівництвом «Козацькі забави» стали лауреатом низки всеукраїнських та міжнародних музичних фестивалів та конкурсів; гастролював у Німеччині, Великій Британії, Угорщині, Польщі, Грузії, Латвії, Південній Кореї, Ізраїлі, Венесуелі, Колумбії, Перу та ін. Написав більшість обробок українських народних та авторських пісень для ансамблю, проявивши себе як композитор та аранжувальник. Вийшли 4 аудіоальбоми та компакт-диски кращих пісень ансамблю (1995—2003).

## Нагороди
- Заслужений діяч мистецтв України (1998);
- Орден «За заслуги» 3-го ступеня (17.01.2006);
- Народний артист України (18.08.2009).